# Ausweisgesetz
Das Bundesgesetz über die Ausweise für Schweizer Staatsangehörige vom 22. Juni 2001 (kurz Ausweisgesetz, AwG), SR 143.1, regelt die Ausstellung der Pässe und Identitätskarten der Schweiz. Zudem soll es den Missbrauch dieser Ausweise bekämpfen.
Es trat am 1. Oktober 2002 in Kraft und löste die Verordnung vom 17. Juli 1959 über den Schweizerpass und die Verordnung vom 18. Mai 1994 über die Schweizerische Identitätskarte ab.
Die Bundesversammlung beschloss am 13. Juni 2008 eine Änderung des Ausweisgesetzes, welche den biometrischen Pass einführte. Gegen diese Vorlage wurde das fakultative Referendum ergriffen. In der Volksabstimmung vom 17. Mai 2009 wurde die Vorlage knapp mit 50,1 % Ja-Stimmen angenommen.